# Гвинед (фэнтези)
Вымышленное королевство Гвинед — основное место действия романов в жанре исторического фэнтези о дерини.

## География
Гвинед расположен практически в центре территории, известной как Одиннадцать Королевств. На севере он граничит с Келдиш Райдингом, на востоке — с королевством Торент (фэнтези), на юго-западе и западе — с Меарой, Коннаитом, Ховикке и Лланедом, южная его часть расположена на берегу Южного моря. В течение истории королевства границы его сильно менялись, расширясь и сокращаюсь в результате войн, завоеваний, договоров и династических браков. Со временем Гвинед значительно увеличился в размерах и стал в настоящее время крупнейшим из Одиннадцати Королевств. Столица Гвинеда — город Ремут — расположена на восточном берегу реки Эйриан, которая протекает по равнинам в центре королевства. География Гвинеда включает в себя разные типы климатов и ландшафтов — равнины, долины, леса, холмы и горы. Зимы умеренно теплые, а зимой снег — обычное явления на большей части королевства. 

## Города

### Ремут
Ремут — столица Гвинеда. «Прекрасный Ремут», как его часто называют, расположен на восточном берегу реки Эйриан на западе центральной части Гвинеда. Считается, что город основали ещё византийцы в III веке, в состав Гвинеда вошел в 655 году. В 674 году король Айдан Халдейн переместил столицу своего государства из Валорета в Ремут, где она и находилась до захвата власти Фестилами в 822 году. При Фестилах Ремут страдал от потери престижа и уменьшения численности населения, но после реставрации Халдейнов в 904 году был вновь объявлен столицей и перестроен. В 917 году королевский двор вернулся в Ремут, где с тех пор и оставался. Ремут расцвел, став одним из самых больших и престижных городов Одиннадцати Королевств. В Ремуте находилась резиденция второго гвинедского архиепископа.

### Валорет
Валорет расположен на южном берегу реки Эйриан в западных предгорьях Лендурских гор, в центральной части Гвинеда. Валоретский собор Всех Святых — резиденция примаса Гвинеда, главы Церкви королевства. Город так же является центром главного гвинедского архиепископства. Династия Халдейнов происходит из Валорета — их предки захватили город и окружающие его земли в 411 году. Здесь была первая столица их королевства, основанного в 645 году. В 674 году король Айдан Халдейн перенес свою резиденцию в Ремут. В 822 году первый король из династии Фестилов Фестил I Фурстан перенес столицу обратно в Валорет, а после реставрации Халдейнов столицей вновь стал Ремут. Тем не менее, Валорет оставался старейшим и крупнейшим городом Одиннадцати Королевств, его влияние как «церковной столице» было неоспоримо.

### Грекота
Грекота расположена на границе Гвинеда и Келдура, к северо-западу от Валорета. Появившись как вольный город, она была захвачена и присоединена к Гвинеду королём Айданом Халдейном в 678 году. Веками Грекота была городом крупнейших учебных заведений Одиннадцати Королевств, включая школу Варнаритов и Грекотский Университет. Епископом Грекоты был Камбер Кульдский в обличии погибшего Алистера Каллена. Грекотская битва 984 года, в которой король Джашер Халдейн разгромил торентских захватчиков, стала ключевым событием Торентско-гвинедской войны. Также Грекота являлась центром одного из старейших диоцезов Гвинеда, что придавало древнему городу ещё большую значимость.

### Дхасса
Дхасса расположена на берегу озера Джашан в горах Лендура восточнее Ремута. Это — самый религиозный город Гвинеда. Череда епископов-правителей города с момента основания королевства не прерывалась. Дхасса стала вольным городом в 597 году. Её независимость была гарантирована Гвинедом с одной стороны и Мурином с другой. В 835 году Мурин вошел в состав Гвинеда, что привело к потере городом независимости в 903 году. Епископы Дхассы традиционно соблюдали нейтралитет по большинству политических вопросов, что принесло им репутацию честных и непредвзятых политиков и большое влияние в делах церковных и государственных. Благодаря своему расположению в центре страны, Дхасса была частым местом собраний Епископской Курии.

### Корот
Столица Корвина, где правит Аларик Морган. В 1121 году был захвачен лжепророком Варином де Греем и беглым архиепископом Лорисом. Вскоре освобожден Морганом.

### Кардоса
Кардоса — город построенный на высокогорном плато, в Рельянских горах, расположенных между Истмарком и Торентом. Из-за особенностей горной местности часто переходила из рук в руки.

### Кульди
Столица графства Кульди, вотчина Камбера, а затем его внука Дэвина. После гибели Дэвина Кульди перешли во владение Манфреда Мак-Инниса, брата Архиепископа Хуберта. Позже графом Кульдским был Ричард, брат короля Донала.  

### Найфорд
Столица графства Картан. В последние годы правления короля Синхила в Найфорде произошел погром, в итоге пострадали многие дерини. 

## Известные герцогства

### Корвин
Герцогство дерини Аларика Моргана, находится на территории павшей страны Мурин. Столица - город Корот. Был проклят примасом Лорисом, после этого Аларика Моргана свергли, а Корот занял Лорис и лжепророк Варин де Грей. Позже проклятие было снято с Аларика Моргана и он вновь стал герцогом Корвина. 

#### Герцоги Корвина

##### Керьел
Керьел - дерини, герцог Корвина и граф Лендура. Отец Ахерна, Алисы, Марии и Веры. Служил королю Доналу. Его сын Ахерн погиб во время кампании в Корвине, дочь Мария была отравлена завистницей. От Алисы у него были двое внуков: Аларик и Бронвин, а от Веры один внук Дункан. Также у него были два правнука (Бриони, дочь Аларика Моргана, и Дугал, сын Дункана)

##### Ахерн
Ахерн - герцог Корвина, воевавший с Торентом. Погиб во время кампании в Корвине. Король Донал заметил за Ахерном превосходные лидерские качества.

##### Кеннет Морган
Кеннет Морган - герцог Корвина, недерини, муж Алисы де Корвин. Отец Зоэ Морган от первого брака, Аларика Моргана и Бронвин Морган от Алисы де Корвин. 

##### Аларик Морган
Аларик Морган - нынешний герцог, советник короля Бриона и его сына Келсона. Открытый Дерини, за это был на время предан анафеме вместе со своим владением. Отец маленькой Бриони Морган, наследницы Корвина. Лорд-маршал Гвинеда, участник войны с Торентом и Меарой. Один из главных протагонистов серии. 

### Картмур
Герцогство, которым изначально правил Ричард Халдейн, брат короля Донала, затем его племянник, Нигель Халдейн, брат короля Бриона. Расположен на территории павшей страны Мурин.  

#### Герцоги Картмура

##### Ричард
Ричард - сводный брат короля Донала, сын короля Малкольма. На него было совершено покушение, устроенное меарцами.

##### Нигель
Нигель - младший брат короля Бриона, сын Донала. Отец сыновей Конала, Рори и Пэйна, дочери Эриан. Помощник и наследник Келсона. Обладал Способностями Халдейнов. Во время исчезновения Келсона был королем Гвинеда. 

### Кассан
Герцогство Мак-Лайнов, которое было присоединено в десятом веке, до этого было независимым княжеством. 

#### Герцоги Кассана

##### Тамберт Фитц-Артур
Тамберт - первый герцог Кассана. Сын Фейна, сына регента Таммарона, и Анны Квинелл, дочери князя Кассана Эмберта. При его малолетстве Фейн был регентом в Кассане.  

##### Джаред Май-Лайн
Джаред - герцог Кассана, вассал Гвинеда. Отец Кевина (от первого брака), Дункана (от второго брака), третий брак оказался бездетным. Пал во время битвы при Линдрут Медоуз, был казнен Венцитом Торентским. Его сын Кевин случайно погиб от деринийской магии, наследником стал его сын Дункан, священник. Дед Дугала. 

##### Дункан Мак-Лайн
Дункан - герцог Корвина, священник-дерини. Двоюродный брат Аларика Моргана, его друг и соратник. Заключил тайный брак с Маризой Мак-Ардри незадолго до принятие сана, у них родился сын Дугал. Но из-за вражды Мак-Лайнов и Мак-Ардри пришлось выдать сына Дункана за сына его тестя, Каулая Мак-Ардри.  

### Клейборн
Герцогство, основанное Сигером из Истмарка на месте завоеванного Келдура. Первым герцогом стал сын Сигера Эван, после гибели Эвана (Эвана убрали из Королевского Совета, он поднял мятеж и был убит) его сын Грэхэм. Нынешним главой Клейборна является Эван, глава Королевского Совета. Клейборн населен воинственными горцами. 

#### Герцоги Клейборна

##### Сигер
Сигер - первый герцог Клейборна, граф Истмарка и вице-король Келдура. Завоевал Келдур и присягнул Синхилу Халдейну. Отец Эвана, герцога Келдура, Хрорика, графа Истмарка, и Сигера, графа Марли.  

##### Эван
Эван - второй герцог Клейборна и вице-король Келдура. После того, как его заменили на Манфреда Мак-Инниса в Королевском Совете, поднял мятеж и был убит. Отец Грэхэма.  

##### Грэхэм
Грэхэм - третий герцог Клейборна, малолетний сын Эвана.  

##### Эван
Эван - герцог Клейборна в годы правления Келсона, глава Королевского Совета.  

## Известные графства и баронства

### Тарлетон
Тарлетон - графство Синклеров. Оттуда был родом Полин Рамосский, один из главных гонителей на дерини.

### Марлор
Марлор - баронство Манфреда Мак-Инниса. Возможно, после было соединено с Кульди. 

### Хортнесс
Хортнесс - баронство Рана Безжалостного. Возможно, после было соединено с Шиилом. 

### Тарлевилль
Тарлевилль - владение Таммарона. 

### Трурилл
Трурилл - замок Адриана Мак-Лина (в 10 веке), после владение Брайса Трурилла (в 12 веке), который перешел на сторону меарцев во время войны с Гвинедом. 

### Кирни
Кирни - графство Мак-Лайнов, позже было объединено с Кассаном. 

### Кульди
Кульди - графство Мак-Рори, позже Мак-Иннисов. Правителем Кульди был известный Камбер. 

### Истмарк
Истмарк - владение Сигера Истмаркского, затем его сына Хрорика. 

#### Марли
Марли - маленькое графство Сигера Младшего, через двести лет управлялось его потомком изменником Брэном Корисом, после гибели Брэна при Линдрут Медоуз перешло его сына Брэндану. Было выделено из Истмарка.  

### Эбор
Эбор - графство Грегори Эборского. После начала гонений на дерини Грегори бежал в Коннаит, купив свое новое владение - Тревалгу. 

### Транша
Транша - графство Мак-Ардри. Населено горцами. Нынешним графом является Дугал Мак-Ардри (Мак-Лайн), внук Каулая Мак-Ардри. 

### Шиил
Шиил - графство дерини Риса Турина, зятя Камбера. После того, как тот погиб, его потомков лишили Шиила и передали графство регенту Рану. 

### Картан
Картан - графство регента Мердока. Столица - Найфорд.  

## Управление
Королевство Гвинед — феодальная монархия, характерная для средневековой Европы. Глава государства — наследственный монарх. Корона передается по старшей мужской линии в семье. (Корона передается старшей женщине в роду только если все мужские линии оборвались). Большая часть территории Гвинеда разделена на герцогства, состоящие из графств и баронств. Дворянские титулы также переходили по наследству, но монарх имел право изменить правила наследования при определённых обстоятельствах (например, принадлежность к семье осужденного за предательство). Кроме того, при необходимости монарх мог создавать новые титулы и давать титулы неблагородным. По всем мирским аспектам монарх имел практически неограниченную власть, каждый дворянин в своем владении также обладал значительной властью. Благородные занимались такими сторонами, как налогообложение, правоприменение, гражданские споры; люди низшего сословия могли стать сборщиками налогов, воинами, клерками, адвокатами.
В роли правительства выступал Королевский Совет, также известный как Тайный Совет или Верховный Совет. Совет консультировал монарха (или официально назначенного регента) по различным вопросам, помогал устанавливать новые законы и претворять в жизнь монаршьи решения. Монарх мог ввести в свой совет кого угодно, но по традиции в Совет входили высшая знать, церковные иерархи и ближайшие советники. По традиции на Совете всегда председательствовал монарх и были отведены места для архиепископов Валоретского и Ремутского и официально назначенных регентов.
В военное время каждый дворянин обязан был собрать собственные силы для защиты своих земель. Большинство дворян имели военные звания (от простого рыцаря до генерала), но король оставался главнокомандующим всеми солдатами и гарнизонами королевства. Кроме того, войска, подчиняющиеся лично королю, всегда стояли гарнизонами вокруг Ремута. Старшим офицером королевства был Маршал, выше которого во время войны был только монарх.

## Религия
Святая Церковь Гвинеда — христианская, практически идентична Римско-Католической Церкви, включая структуру месс, богослужения на латынском языке, наличие исповедей и наложение епитимий. Религия — неотъемлемая часть общества Гвинеда, и кроме духовного авторитета церковные иерархи часто имеют очень большое влияние в светских делах. Глава церкви — выборный примас всего Гвинеда, который также является Архиепископом Валорета. Организационно церковь состоит из церковных провинций — диоцезов, каждая из которых давалась клирику в сане епископа. В Гвинеде на данный момент 12 епископских кафедр, в течение столетий их размеры и количество регулярно менялись. Кроме того, существует некоторое количество странствующих епископов — иерархов Церкви, без определенной кафедры и области для попечения.
Церковь имела большое влияние до возникновения королевства Гвинед, нынешняя её значимость часто приводит к вовлечению её в светские дела. Было время, когда Святая Церковь Гвинеда попала под контроль патриарха Бремани. Авгарин Халдейн, первый король Гвинеда, в 647 году восстановил независимость Гвинедской Церкви. В 820 году король Беаранд Халдейн был канонизирован, а военный монашеский Орден Михайлинцев в ходе реставрации оказал династии военную помощь. Принц Джешан Халдейн в 1044 году был избран архиепископом Валорета и Примасом всего Гвинеда.

## История

### Ранняя история
В 249 году земли нынешнего Гвинеда были оккупированы войсками автократора Византийского Василия I. В 408 году византийские войска покинули эти земли, после чего местные правители разделили их на государства Халдейн, Картан, Лендур, Мурин и Ремут. Борьба за территории между местными правителями продолжалась ещё 200 лет, пока в 645 году граф Халдейна Авгарин II не завоевал соседнее графство Картан. Авгарин II объявил себя правителем обоих земель и королём Халдейна, и в 647 году официально переименовал королевство Халдейн в Гвинед. Его потомки за 200 лет расширили его королевство как военными захватами, так и при помощи дипломатии. На протяжении VIII века Гвинед не раз подвергался нападениям варваров, но королю Беаранду удалось изгнать захватчиков, выиграв решающую битву в 755 году.

### Междуцарствие. Правление Фестилов
21 июня 822 года торентский принц Фестил Фурстан, внезапно напал на Гвинед и сверг законного короля-Халдейна. Король Ивор Халдейн и почти все члены его семьи были перебиты. Единственный, кто выжил — принц Айдан Халдейн, которого тайно вывезли из дворца, прежде чем до него добрались враги. При поддержке войск своего отца, короля Торента Кальмана II, Фестил захватил Гвинед и объявил себя королём Фестилом I. Он сменил многих придворных, преданных династии Халдейнов, на своих сторонников-дерини из Торента, которые поддерживали его притязания на трон. Фестил и его потомки правили Гвинедом 80 лет, в течение которых гвинедский король был вассалом короля Торента.

### Реставрация Халдейнов
Праправнук Фестила I, король Имре I, взошёл на трон Гвинеда в 900 году. Заносчивость и жестокость Имре активизировали нарастание недовольства людей, которое началось со свержением законного короля. По иронии судьбы, Камбер МакРори, граф Кулдский, бросивший вызов Имре, был дерини. Найдя последнего представителя династии Халдейнов в 903 году, Камбер добился поддержки военного монашеского ордена Михайлинцев и внезапно атаковал королевский дворец. 2 декабря 904 года Имре был смещен и правнук короля Ивора Халдейна, Кинхил, взошел на трон.
Имре был убит, а его сестра, принцесса Ариэлла, сбежала в Торент. На следующий год при поддержке Торента она организовала первое вторжение Фестилов в Гвинед, в попытке вернуть трон её брата. В ходе битвы, приведшей к поражению её армии, Ариэлла была убита, но её маленький сын, находившийся в это время в Торенте, выжил. В последующие 200 лет её потомки, известные как Фестилы-претенденты, регулярно заявляли о своих претензиях на трон, нападая на Гвинед.

### Гонения надерини
После реставрации Халдейнов, потомки многих из тех, кто потерял свои титулы в междуцарствие, получили свои земли назад. Несмотря на это, десятилетия обиды и недовольства королями-дерини вылилось в ненависть ко всем представителям этой расы. Несмотря на то, что решающую роль в реставрации сыграли именно дерини, анти-деринийские настроения распространились по всему королевству. Вскоре после смерти короля Кинхила I в 917 г, регенты молодого короля Алроя силой свергли недавно назначенного валоретского архиепископа-дерини, Алистера Каллена, начав волну гонений на представителей этой расы. В 918 году были приняты Рамосские законы, согласно которым дерини было запрещено носить титул, владеть землей, быть священниками. Кроме того, Церковь стала учить, что дерини — наследственное зло, что они прокляты и активно санкционировала кровавое насилие над представителями этой расы по всему королевству.
Первые годы после реставрации также принесли королевству новые земли. Келдур, Истмарк и Кассан перешли под контроль Гвинеда в результате ряда договоров, без применения военной силы.

### Вторжения Фестилов
Из-за родственных связей между Фестилами-претендентами и королевской династией Торента, торентские монархи часто поддерживали вторжения в Гвинед деньгами, припасами, наемниками, а иногда и собственными солдатами. Кроме того, разница в отношении к дерини в Гвинеде и Торенте вызывала неверие и поддерживало конфликт между королевствами. В Гвинеде дерини преследовались и уничтожались, а в королевской семье Торента было много дерини. Это приводило к тому, что многие жители Гвинеда боятся своих восточных соседей.
В 983 году Имре II Фурстан-Фестил, внук принцессы Ариэллы, начал второе вторжение, поведя на Гвинед армию короля Торента Малахии II. Захватичики убили короля Нигеля Халдейна и завоевали большую часть Истмарка, но их наступление было остановлено приходом зимы. Когда на следующий год война продолжилась, король Джашер Халдейн победил захватчиков в битве при Грекоте и отбросил их назад в Истмарк. Окончательно война прекратилась в 985 году, когда в битве при Ренгарте погибли оба — и король, и претендент.
Третье вторжение Фестилов случилось в 1025 году. На этот раз на Гвинед пошли войска короля Киприана II Фурстана из Торента, принца Джолиона II Квинела Меарского и претендента Марека II Фурстан-Фестила. Гвинедские войска под предводительством принца Кинхила II быстро разгромили армию Меары и повернули свои усилия против армии Торента. Решающая битва произошла при Киллинфорде 15 июня. Она продолжалась три дня, тысячи солдат были убиты с обеих сторон. Победили войска Гвинеда, хотя цена победы была очень высока. Претендент-Фестил и его старший сын были убиты в битве, младший сын претендента был схвачен и казнен через неделю, но в королевской семье Гвинеда тоже были потери. Король Уриен Халдейн погиб, его наследник, принц Кинхил, умер от ран, и корона перешла к шестнадцатилетнему принцу Малкольму.

### Меарский конфликт
Надеясь укрепить мир с Меарой, принц Малкольм Халдейн перед коронацией женился на наследнице Меары, чтобы произвести на свет наследника обоих королевств. Но меарские сепаратисты не признали принцессу Ройсиан полноправным наследником, поддержав её младшую сестру, пытающуюся добиться для Меары независимости. После нескольких неудачных попыток решить проблему дипломатическим путём, Малкольм был вынужден начать военную кампанию против Меары с целью защиты прав своей жены и подавления назреваюего мятежа. В 1027 году он победил сепаратистов, но уже в 1044 году ему пришлось вновь подавлять попытку Меары отделиться.
Хотя номинально Гвинед сохранял контроль над страной, сепаратисты в последующие десятилетия предприняли ещё несколько попыток отделения. Сын Малкольма, король Донал Блейн Халдейн воевал в Меаре в 1076 и в 1089 годах, оба раза одержал победу над войсками сепаратистов, но не смог поймать самих претендентов на трон. На восточной границе Гвинеда за это время случилось несколько пограничных конфликтов с Торентом, но это были не более чем стычки и перестрелки.

### Новейшая история
Конфликты с Меарой и Торентом продолжали тлеть и в XII веке, перемежаясь с периодами трудного мира. В 1105 году принц Хоган Гвернах Фурстан-Фестил стал первым за 80 лет претендентом, открыто заявившим свои права на гвинедский трон. Король Брион Халдейн победил его, но на следующий год ему пришлось усмирять восстание меарского претендента Джудаэля II. В своём королевстве Брион стал относиться к дерини более мягко, игнорируя наиболее затрагивающие их интересы законы. Поддержка дерини королём Брионом стала следствием общественной тенденции роста толерантности к этому народу, продолжающейся уже несколько десятилетий. Хотя дерини все ещё боялись и они были ущемлены в правах, таких кровавых преследований, как 200 лет до этого, уже не было.
Сыну и наследнику Бриона, королю Келсону Халдейну также пришлось иметь дело с претендентами. Карисса, дочь Хогана, бросила вызов Келсону прямо в день его коронации, но молодому королю удалось победить волшебницу-дерини. На следующий год Келсон побеждает вторгнувшегося в его земли короля Торента Венцита Фурстана в магическом поединке и захватывает королевство Торент. В 1124 году было подавлено очередное восстание в Меаре.
С 1128 года начинается мирная эпоха в отношениях между Гвинедом и Торентом. Именно тогда молодой король Лайам Лайош возвращается в Торент и требует свою корону назад. В борьбе против дядьев ему помогает Келсон и многие другие. Затем Келсон возвращает Торенту независимость. Через несколько месяцев объявляется о двух браках между представителями королевских семьей для закрепления дружеских отношений между королевствами.